# Féries latines
Les Féries latines (en latin : feriae Latinae) sont une fête religieuse annuelle de la Rome antique placée sous l'invocation de Jupiter Latiaris, une divinité qualifiée de latine et considérée comme protectrice du Latium. Elle se déroulait sur le mont Albain, à proximité de la cité antique d'Albe la Longue.

## Caractère fédéral
Seuls certains peuples, traditionnellement au nombre de 30 mais qui ont pu atteindre le nombre de 47, peuvent participer aux festivités, exprimant ainsi une appartenance commune au nomen Latinum. Chaque peuple envoie une délégation pour assister aux cérémonies religieuses. Pline l'Ancien rapporte une liste de trente peuples correspondant à la situation au VIIIe siècle av. J.-C. Rome n'y figure pas mais apparaissent les Velienses, habitants de la Velia, les Querquetulani, habitants du Caelius, et les Vimi(ni)tellarii, habitants du Viminal, trois collines du site de Rome. Les Féries latines auraient donc été instituées avant la fondation de la ville de Rome.

## Déroulement
Les festivités ne durent d'abord qu'un seul jour mais sont par la suite portées à quatre. Les cérémonies se déroulent sur le mont Albain, dans le temple dédié à Jupiter Latiaris. Durant la République romaine, ce sont les consuls en exercice qui déterminent la date de la fête, généralement vers avril.
Lors des cérémonies, un bœuf blanc est sacrifié à Jupiter Latiaris. La bête est ensuite partagée entre les délégués de chaque peuple selon des règles précises définissant la place de chacun au sein de la fédération.